# Boston Marathon 1980
De Boston Marathon 1980 werd gelopen op maandag 21 april 1980. Het was de 84e editie van deze marathon.
De Amerikaan Bill Rodgers won bij de mannen voor de derde keer op rij en voor de vierde maal in totaal. Hij finishte ditmaal in 2:12.11. De Canadese Jacqueline Gareau zegevierde bij de vrouwen in 2:34.28.
In totaal finishten er 3665 marathonlopers, waarvan 3428 mannen en 237 vrouwen.

## Uitslagen

### Mannen
| rang   | naam            | land | tijd    |
| ------ | --------------- | ---- | ------- |
| Goud   | Bill Rodgers    | USA  | 2:12.11 |
| Zilver | Marco Marchei   | ITA  | 2:13.20 |
| Brons  | Ron Tabb        | USA  | 2:14.48 |
| 4      | Mikhail Kousis  | GRE  | 2:16.03 |
| 5      | Paul Friedman   | USA  | 2:16.46 |
| 6      | Benji Durden    | USA  | 2:17.46 |
| 7      | Jaime White     | USA  | 2:17.58 |
| 8      | Steve Floto     | USA  | 2:18.19 |
| 9      | Kevin Ryan      | NZL  | 2:18.49 |
| 10     | Michael Pinocci | USA  | 2:18.52 |

### Vrouwen
| rang   | naam                | land | tijd    |
| ------ | ------------------- | ---- | ------- |
| Goud   | Jacqueline Gareau   | CAN  | 2:34.28 |
| Zilver | Patti Catalano      | USA  | 2:35.09 |
| Brons  | Gillian Horovitz    | ENG  | 2:39.17 |
| 4      | Laurie Binder       | USA  | 2:39.22 |
| 5      | Kathleen Samet      | USA  | 2:41.50 |
| 6      | Ellison Goodall     | USA  | 2:42.23 |
| 7      | Antoinette Bernhard | USA  | 2:44.40 |
| 8      | Debbie Eide         | USA  | 2:45.36 |
| 9      | Elaine Campo        | USA  | 2:46.44 |
| 10     | Kiki Sweigart       | USA  | 2:46.47 |

1897 ·
1898 ·
1899 ·
1900 ·
1901 ·
1902 ·
1903 ·
1904 ·
1905 ·
1906 ·
1907 ·
1908 ·
1909 ·
1910 ·
1911 ·
1912 ·
1913 ·
1914 ·
1915 ·
1916 ·
1917 ·
1918 ·
1919 ·
1920 ·
1921 ·
1922 ·
1923 ·
1924 ·
1925 ·
1926 ·
1927 ·
1928 ·
1929 ·
1930 ·
1931 ·
1932 ·
1933 ·
1934 ·
1935 ·
1936 ·
1937 ·
1938 ·
1939 ·
1940 ·
1941 ·
1942 ·
1943 ·
1944 ·
1945 ·
1946 ·
1947 ·
1948 ·
1949 ·
1950 ·
1951 ·
1952 ·
1953 ·
1954 ·
1955 ·
1956 ·
1957 ·
1958 ·
1959 ·
1960 ·
1961 ·
1962 ·
1963 ·
1964 ·
1965 ·
1966 ·
1967 ·
1968 ·
1969 ·
1970 ·
1971 ·
1972 ·
1973 ·
1974 ·
1975 ·
1976 ·
1977 ·
1978 ·
1979 ·
1980 ·
1981 ·
1982 ·
1983 ·
1984 ·
1985 ·
1986 ·
1987 ·
1988 ·
1989 ·
1990 ·
1991 ·
1992 ·
1993 ·
1994 ·
1995 ·
1996 ·
1997 ·
1998 ·
1999 ·
2000 ·
2001 ·
2002 ·
2003 ·
2004 ·
2005 ·
2006 ·
2007 ·
2008 ·
2009 ·
2010 ·
2011 ·
2012 ·
2013 ·
2014 ·
2015 ·
2016 ·
2017 ·
2018 ·
2019 ·
2020 ·
2021 ·
2022